# アラン・フィンケルクロート
アラン・フィンケルクロート (Alain Finkielkraut、1949年6月30日 -) は、フランスの哲学者、作家、随筆家。現代文学の一級教員資格および哲学の修士号を有し、ボーヴェ技術高等学校 (1974年)、カリフォルニア大学バークレー校の仏文学部 (1976-1978年)、エリ・ヴィーゼル短期大学部などで教鞭を執り、1989年から2014年まではエコール・ポリテクニーク人文社会科学部の教授として思想史を教えた。
文学、愛、時事問題などをテーマとした著書を多数発表する傍ら、1985年から30年以上にわたって公共ラジオ放送局の文化専門チャンネル「フランス・キュルチュール」の番組「Répliques (反論)」を担当している。
1968年のフランス五月革命 (Mai 68)、1970年代の『新哲学派』に参加。1980年代から政治・社会問題に積極的に関与し、アイデンティティ、記憶、統合、公教育などの問題について特にユダヤ性、ナショナリズム、植民地化、シオニズム、反ユダヤ主義、人種主義、多文化主義との関連で論じている。こうした彼の発言、およびユーゴスラビア紛争やパレスチナ・イスラエル問題などの国際問題に関する発言はしばしば論争を呼んでいる。
レジオンドヌール勲章ほか多くの賞を受賞し、2014年にアカデミー・フランセーズの会員に選出された。

## 略歴

### 背景
1949年6月30日、ポーランド系ユダヤ人難民の両親のもとに生まれる。父親のダニエル・フィンケルクロートはポーランドで皮革製品店を営んでいたが、反ユダヤ主義的な迫害を逃れるために1930年代にフランスに亡命。第二次世界大戦下の1941年にアウシュヴィッツ強制収容所に送られた。母親のローラは当時ポーランド領だったリヴィウに生まれた。家族はナチス・ドイツ占領下で絶滅収容所に送られたが、ローラはドイツに逃れ、やがて偽造された身分証明書を使ってベルギーのアントウェルペンへ移住し、ここで終戦を迎えた。彼女は以後もずっとこの身分証明書に書かれていた「ジャンカ」という名前で通すことになった。
ジャンカは生還したダニエルとパリ解放後に出会った。二人の家族はみな収容所やゲットーで亡くなった。
1949年に生まれた一人息子は、アラン・リュックというフランス風の名前を付けられた。ユダヤの伝統に従って男児に両祖父の名前（アーロン、ラザーロ）を受け継がせてアロン・ラザールと名付けると、ユダヤ的な名前のせいで差別を受けるかもしれないと両親が心配したためである。そこで、アーロン、ラザーロのイニシャルA、Lのみを受け継ぐアラン・リュックとした。
ダニエル、ジャンカ、アランは1950年にフランスに帰化した。

### 教歴
アラン・フィンケルクロートはアンリ4世校 (Lycée Henri-IV) を卒業した後、1968年にパリのウルム通りにある高等師範学校の受験に失敗し、翌1969年にサン=クルーの高等師範学校に入学した。1972年に現代文学の一級教員資格（アグレガシオン）および哲学の修士号を取得した。
ボーヴェ技術高等学校 (1974年)、カリフォルニア大学バークレー校の仏文学部 (1976-1978年) で教鞭を執り、1985年に弁護士のシルヴィー・トパロフと結婚。同年から、公共ラジオ放送局の文化専門チャンネル「フランス・キュルチュール」の番組「Répliques (反論)」を担当している。また、1989年から2014年まではエコール・ポリテクニーク人文社会科学部の教授として思想史を教え、2000年にベニ・レヴィ、ベルナール＝アンリ・レヴィとともにエルサレムに「レヴィナス研究所」を設立した。
フランス教育制度の改革に関する批判がメディアで大きく取り上げられ、2004年、クロード・テロを委員長とする公立学校の将来に関する委員会の委員に選出されたが、最終報告書の内容に同意できなかったために辞任した。
2014年4月10日、アカデミー・フランセーズの会員（フェリシアン・マルソーの後任として席次21）に選出された。

## 政治社会・国際問題への積極的な参加
アラン・フィンケルクロートの学生時代には、中国の文化大革命がフランスにも大きな影響を与え、1967年のパリでは『毛沢東語録』が売り切れるほどのマオイズムの流行が起こり、共産党に属する共産主義学生連合(UEC) から離れた学生たちが、1966年12月10日にマルクス・レーニン主義青年共産主義連合(UJCml) を結成した。アラン・フィンケルクロートもベニ・レヴィらとともにUJCmlに参加する一方で、1973年にイスラエルに占領された領土の奪回を目的としてエジプト・シリア両軍がイスラエル国防軍に対して攻撃を開始すると（第四次中東戦争、キプール戦争）、これを喜ぶ仲間らと違い、フィンケルクロートはイスラエルを支持した。
1977年、パスカル・ブリュックネールとの共著『新たな愛の無秩序 (Le Nouveau Désordre amoureux)』を発表。五月革命から生まれた「性の革命」は「神話」であると批判した。
1982年、イスラエルによるレバノン内戦への介入に対する非難、さらにはファランヘ党の民兵によるサブラ・シャティーラの殺害の責任はアリエル・シャロン国防相にあるとする非難について、これに反論するために著書『イスラエルの糾弾 (La Réprobation d'Israël)』を発表した。
1989年にクレイユ市でイスラム系の2人の女生徒がスカーフを校内で着用していることを理由に、教師により教室に入ることを禁止された事件が発生すると、11月に歴史学者・哲学者のエリザベット・バダンテール、作家のレジス・ドゥブレ、哲学者・随筆家のエリザベット・ド・フォントネ、美学・ライシテ専門の哲学者カトリーヌ・キンツレールとともに『ヌーヴェル・オプセルヴァトゥール』紙に「イスラムのヴェール」と題する記事を掲載し、「自ら考える力を育てるためには、出自の共同体を忘れて、自分とは違うものについて考える喜びを知る必要がある。教師がこの手助けをするためには、公立学校は今後も本来あるべき場、すなわち解放の場でなければならず、宗教が幅を利かせる場であってはならない」と主張した。
1990年代には、ユーゴスラビア紛争について、フランソワ・ミッテラン大統領がセルビアを支持し、西側諸国による軍事介入に反対の立場を表明していたが、フィンケルクロートはベルナール＝アンリ・レヴィらとともに当初から介入を支持していた。また、ユーゴスラビア崩壊後も、『いかにしてクロアチア人たり得るか (Comment peut-on être croate ?)』を著し、大セルビア主義に対してクロアチアの民族自決を「小さい国民国家」として支持した。「小さい国民国家」はフィンケルクロートにとって自由と同義であった。
1995年5月に、エミール・クストリッツァ監督の『アンダーグラウンド』がカンヌ国際映画祭でパルム・ドールを受賞すると、『ル・モンド』紙に、「クストリッツァのいかさま」と題する記事を発表し、セルビア人勢力の砲撃によって71人の若者が死亡する「トゥズラの虐殺」（5月25日）が発生した直後の受賞であることに触れ、「クストリッツァが音楽や映像により示したものは、殺害者が正当防衛であると相手を説得し、かつ、自ら納得するためのロジックである」と非難した。また、ベルナール＝アンリ・レヴィも別の観点から、「文学史上には反ユダヤ主義者、ファシスト、スターリン主義者でありながら偉大な作家がたくさんいる」、カンヌ映画祭の審査員らがクストリッツァにパルム・ドールを与えるのは、「たとえば、1938年にルイ＝フェルディナン・セリーヌに賞を与えるようなものではなかったか」と問いかけている。
1998年、哲学者ロジェ・ガロディが自著において、ナチスによるユダヤ人大量虐殺は極右シオニストらによる政治的誇張（神話）である旨の主張をしたかどでパリ軽犯裁判所にて有罪判決を受けたが ― ホロコーストの否認 ―、フィンケルクロートは控訴審に証人として出廷し、「有罪判決は思想・良心の自由、表現の自由の侵害だ」とするガロディの主張に対して、「事実の否認は弁論の対象にならないし、ガロディは他の事実と照らし合わせていない。彼はかつてユダヤ人を殺すために使われた理屈」を再びこの著書において繰り返しているだけであり、この著書は「反ユダヤ主義への素晴らしい贈り物（貢献）である」、これまでにも同様に事実を否認して（クラフチェンコ裁判におけるガロディの証言、ソヴィエトの収容所の存在の否認）「訓練を積んでいる」として、表現の自由に当たらないことを主張した。
2000年9月28日に第2次インティファーダが発生した。首相直属の国家人権諮問委員会は、毎年、特に人種主義的・反ユダヤ主義的な事件に関する報告書を公表しているが、2000年に人種差別的な暴力行為の件数が265%増加し、ゼノフォビア的な言葉による脅迫は385%の増加であった。2000年に発生した暴力行為は146件で、このうち116件（80%）がユダヤ人に対する暴力であった。また、2000年に発生した反ユダヤ主義的な暴力行為の3分の2が9月から10月にかけて発生しており、これらは主に中近東で発生した事件、特に第2次インティファーダに関係があるとされた。この頃、フィンケルクロートは、「新たな反ユダヤ主義の台頭」を指摘し、「現実に直面しなければならない」、「このような反ユダヤ主義について、もはや口実は通用しない、ダブルスタンダードは通用しない、『王様は裸だ』と言わなければならない」と糾弾していた。
2002年フランス大統領選挙の第一回投票で、事前の予測に反し、社会党のリオネル・ジョスパン首相が敗退し、極右政党「国民戦線」のジャン＝マリー・ル・ペンが決選投票に進むと、フィンケルクロートは4月28日、パリのパンテオン広場でル・ペンに抗議し、国民の結集を呼びかけた。
2005年、フランスで反ユダヤ主義的な感情を煽っている張本人は極右政党「国民戦線」ではなく、コメディアンのデュードネであると指摘した。実際、デュードネは過去に何度か反ユダヤ主義的な発言で有罪判決を受けているが、問題は、実際の犯罪は別として、彼がその影響力を利用して反ユダヤ主義的な「空気」を醸成していることであると主張した。
2005年パリ郊外暴動事件の際、暴動は民族的・宗教的な反乱であること、ユダヤ＝キリスト教的伝統をもったフランス社会への憎悪からくる「共和国に対するポグロム」であること、堕落した消費社会の鏡であること、植民地支配にも肯定的な側面が存在するのに絶対悪としている教育に遠因があること、反人種差別主義がユダヤ人やフランス社会への憎悪を煽っていることなどを主張し、議論を呼んだ
。特にハアレツでは「これは民族宗教的性質の反乱であることは明らか」「フランスのサッカーチームはブラック（黒人）・ブラン（白人）・ブール（マグリブ二世）で賞賛されているという。実際には今日、ブラック・ブラック・ブラックでヨーロッパ中から笑われている。私たちがフランスでそのような発言をした場合、私たちは刑務所に行く。」と発言し問題視された。この発言は後に真意からかけ離れているとして撤回して謝罪し「私はいかなるコミュニティに対しても軽蔑や憎しみを抱いていません。使命によってフランスの新しい移民、特に第二、第三世代との連帯を感じています」と表明したが、黒人とアラブ人の暴動だとする見方は国内の新聞でも繰り返した。Acrimedはフィンケルクロートが物議を醸すトピックについて、歪曲や誤解の理由で破棄する傾向があると指摘している。エリザベット・ド・フォントネは
「実際、彼にとって、郊外での暴動が最初に示したのは、国家教育に割り当てられた機会均等化の使命の崩壊でした。そして私たちが高等教育の卒業生は移民の背景から来ているため、仕事が少ないことを思い出さずに彼を責めることができたとしても、このフランスの学校への情熱以外のものに発言の残虐性を関連付けるにはかなりの悪意が必要でした。彼は統合の真のチャンスとして恵まれない子供たちに教育を提供することができなかったこと、そして、ブルジョア階級の子供たちを除いて、それはもはや正しく機能しないことを絶望的に観察しています。」
と主張した。エマニュエル・トッドは
「決してフランスにおいては暴徒が肌の色で性格づけられるのが許されることはなかっただろう、もしその冒涜的言辞がユダヤ出自の知識人の発言でなかったなら、[…]何しろ、ユダヤ出自の者には、ショアー（ホロコースト）の神聖化によって確実な保護が保証されているのであり、それは植民地という過去が郊外の若者に保証する保護よりは段違いに確実なのであるから。」
と主張した。
1985年から30年以上にわたって担当しているラジオ局「フランス・キュルチュール」の番組「Répliques (反論)」（土曜の朝9時から10時まで放送）はゲストとの対談であり、これをテーマ別にまとめた『現代において文学を教えるということ (Enseigner les lettres aujourd'hui)』(Tricorne, 2003)、『文学が求めるもの (Ce que peut la littérature)』(Stock, 2006)、アイデンティティと国民国家の問題に関する『フランスとは何か (Qu'est-ce que la France)』(Stock, 2007)、『公立学校に関する論争 (La querelle de l'école)』(Stock, 2007)、ホロコースト文学に関する『絶滅をめぐる終わりなきエクリチュール (L'Interminable écriture de l'extermination)』(Stock, 2010) などが出版されている。
2019年2月16日、自宅近くで黄色いベスト運動の一部の参加者から反ユダヤ主義的な言葉を投げつけられた。この様子を写した動画がソーシャルネットワーク上に拡散し、政治家らは与党・野党、右派・左派を問わず異口同音にこれを非難した。フィンケルクロートの告訴を受けて行われた捜査より、中傷者の一人はイスラム過激派の傾向がある人物として当局に知られていたことが明らかになった。ルーベン・リブリン・イスラエル大統領はフィンケルクロート及びエマニュエル・マクロン大統領に対する支援を表明した。
ロマン・ポランスキーを「ポランスキーはエソンヌの強姦者ではない」「彼は小児性愛者ではない。相手は流行のために裸でポーズをとっている10代の少女だ」と擁護しており、2019年11月13日、TV番組 La Grande Confrontationで「今日、レイプの文化には猥褻な冗談、暑苦しいナンパ、触ること、ギャラントリーさえ含まれます。ギャラントリーは多くの研究者によってレイプの文化の一形態と呼ばれています。したがって、私たちは性差別の概念のこの拡張を目撃しています。フランスでは、潜在的なレイプ犯がたくさんいるでしょう。」と言い、フェミニスト活動家キャロリン・ド・アースにポランスキー擁護を批判された際、「レイプ、レイプ、レイプ！私は男たちに言う、レイプしろ！私は毎晩妻をレイプしている」と発言し、大きな批判を浴びた。フェミニスト集団 ヌートゥッツ は「夫婦間レイプの被害者への侮辱」と批判した。ダビッド・プジャダスが「裏の意味」を示唆するなど、「文の皮肉を見る」ことを要求する声も存在し、フィンケルクロートも「今日私達は皮肉を理解できない」と主張したが、社会党第一書記オリヴィエ・フォールは「皮肉や笑いの対象にすべきでない」と主張した。

## 受賞歴
- 1984年：欧州シャルル・ヴェイヨン随筆賞
- 1986年：仏ユダヤ教財団賞
- 1994年：レジオンドヌール勲章シュヴァリエ
- 1999年：現代フランス社会の理解に資する政治・哲学・歴史関連作品に与えられる「今日賞」
- 2007年：テルアビブ大学 名誉博士号
- 2009年：レジオンドヌール勲章オフィシエ
- 2006年：ギゾー＝カルヴァドス賞
- 2010年：アカデミー・フランセーズ会員
- 2010年：アカデミー・フランセーズ随筆賞
- 2014年：コンブール賞

## 著書
- Le Nouveau Désordre amoureux (新たな愛の無秩序; パスカル・ブリュックネールとの共著), Paris, Seuil, 1977 (ISBN 978-2-02-004582-7)
- Au coin de la rue, l'aventure (街角でアヴァンチュール; パスカル・ブリュックネールとの共著), Seuil, 1979 (ISBN 978-2-02-006127-8)
- Ralentir, mots-valises ! (かばん語あり、徐行せよ), Seuil, 1979 (ISBN 978-2-02-005110-1)
- Petit fictionnaire illustré : les mots qui manquent au dico (図解フィクショナリー ― 辞書にない言葉), Seuil, 1981, Points, 2006 (ISBN 978-2-02-005987-9)
- Le Juif imaginaire (想像のユダヤ人)[39], Seuil, 1981 (ISBN 978-2-02-006416-3)
- L'Avenir d'une négation, réflexion sur la question du genocide (否認の将来 ― ジェノサイド問題に関する一考察), Seuil, 1982 (ISBN 978-2-02-006080-6)
- La Réprobation d'Israël (イスラエルの糾弾), Gonthier/Denoël, 1983 (ISBN 2-282-30237-0)
- La Sagesse de l'amour, 1984, Gallimard, (ISBN 2-07-032469-9) - 欧州シャルル・ヴェイヨン随筆賞
  - 『愛の知恵』 (りぶらりあ選書) 磯本輝子・中嶋公子訳、法政大学出版局、1995年、ISBN 978-4588021664
- La Défaite de la pensée, Paris, Gallimard, 1987 (ISBN 2-07-032509-1)
  - 『思考の敗北あるいは文化のパラドクス』西谷修訳、 河出書房新社、1988年、 ISBN 978-4309230061
- La Mémoire vaine. Du crime contre l'humanité (はかない記憶 ― 人道に対する罪), Gallimard, 1989 (ISBN 978-2-07-032730-0)
- Comment peut-on être Croate ? (いかにしてクロアチア人たり得るか), Gallimard, 1992 (ISBN 978-2-07-072867-1)---「なぜ、20世紀の悪夢はベルリンの壁崩壊後も続いているのか」という政治的・哲学的な問題に答えるために
- Le Mécontemporain : Charles Péguy, lecteur du monde modern (メコントンポラン ― 現代世界の読み手シャルル・ペギー), Paris, Gallimard, 1992 (ISBN 978-2-07-040867-2) *かばん語 “mécontemporain” (メコントンポラン): “mécontent” (不満) + “contemporain” (現代).
- Le Crime d'être né : l'Europe, les nations, la guerre (この世に生まれた罪 ― 欧州、国民国家、戦争), Arléa, 1994 (ISBN 978-2-86-959196-7)
- L'Humanité perdue, Seuil, 1996 (ISBN 978-2-02-091426-0)
  - 『20世紀は人類の役に立ったのか ― 大量殺戮と人間性』川竹英克訳、凱風社、1999年、ISBN 978-4773624014
- L'Ingratitude : conversation sur notre temps (忘恩 ― 現代をめぐる対話; アントワーヌ・ロビタイユによるインタビュー), Gallimard, 1999 (ISBN 978-2-07-041552-6)
- Une voix vient de l'autre rive (対岸からの声), Gallimard, 2000 (ISBN 2-07-042224-0)
- Internet, l'inquiétante extase (インターネット ― 不安なエクスタシー; ポール・ソリアノとの共著), Mille et une nuits, 2001 (ISBN 978-2-84-205563-9)
- Penser le xxe siècle (20世紀を考える), École polytechnique, 2000 (ISBN 978-2-73-020713-3)
- Des hommes et des bêtes (人間と獣; エリザベット・ド・フォントネとの共著), Tricorne, 2000 (ISBN 978-2-82-930219-0)
- L'Imparfait du présent. Pièces brèves (現在の半過去 ― 小品), Gallimard, 2002 (ISBN 2070765393)
- Enseigner les lettres aujourd'hui (現代において文学を教えるということ; マルク・バコネ、ミレイユ・グランジュとの共著), Tricorne, 2003 (ISBN 978-2-82-930247-3)
- Les Battements du monde (世界の鼓動; ペーター・スローターダイクとの共著), Pauvert, 2003 (ISBN 201-279238-3)
- Au nom de l'Autre : réflexions sur l'antisémitisme qui vient (他者の名において ― 台頭する反ユダヤ主義に関する一考察), Gallimard, 2003 (ISBN 978-2-07-073495-5) - 新たな反ユダヤ主義の台頭に関するエッセイ
- Nous autres, modernes : Quatre leçons (我々、他者、現代人 ― 4つの教訓), Ellipses, 2005, (ISBN 978-2-07-034749-0) - 2006年ギゾー＝カルヴァドス賞
- Ce que peut la littérature (文学が求めるもの), Stock, 2006, (ISBN 978-2-23-405914-6) - 「フランス・キュルチュール」の番組「Répliques (反論)」の対談を収録
- Le Livre et les livres : Entretiens sur la laïcité (聖なる書と書物 ― ライシテに関するインタビュー; ベニ・レヴィとの共著), Verdier, 2006 (ISBN 978-2-25-308377-1)
- La Discorde. Israël-Palestine, les Juifs, la France : conversations avec Elisabeth Levy (不和の女神 ― イスラエル・パレスチナ、ユダヤ人、フランス ― エリザベット・レヴィとの対話; ロニー・ブローマンとの共著), Mille et une nuits, 2006 (ISBN 978-2-84-205812-8)
- Qu'est-ce que la France (フランスとは何か), Stock, 2007 (ISBN 9782234059658) - 「フランス・キュルチュール」の番組「Répliques (反論)」の対談を収録
- La Querelle de l'école (公立学校に関する論争), Stock, 2007 (ISBN 9782234060531) - 「フランス・キュルチュール」の番組「Répliques (反論)」の対談を収録
- Philosophie et modernité (哲学と現代性), École Polytechnique, 2008 (ISBN 978-2-73-021510-7)
- Un cœur intelligent (知的な心), Stock/Flammarion, 2009 (ISBN 978-2-234-06259-7) - 2010年アカデミー・フランセーズ随筆賞
- L’Explication, conversation avec Aude Lancelin (avec Alain Badiou), Nouvelles Éditions Lignes, 2010 (ISBN 978-2-35-526052-0)
  - 『議論して何になるのか』アラン・バディウとの共著、的場寿光・杉浦順子訳、水声社、2018年、ISBN 978-4801003330
- L'Interminable Écriture de l'Extermination (絶滅をめぐる終わりなきエクリチュール), Stock, 2010 (ISBN 9782234061446) -「フランス・キュルチュール」の番組「Répliques (反論)」の対談を収録
- Et si l'amour durait (愛が永続するなら), Stock, 2011 (ISBN 978-2-286-08453-0)
- L'Identité malheureuse (不幸なアイデンティティ), Stock, 2013 (ISBN 978-2-23-407336-4) - コンブール賞
- La Seule Exactitude (唯一の正確さ), Stock, 2015 (ISBN 978-2234078970)
- En terrain miné (地雷敷設地域; エリザベット・ド・フォントネとの共著), Stock, 2017 (ISBN 978-2234083424)
- Des animaux et des hommes (動物と人間), Stock, 2018 -「フランス・キュルチュール」の番組「Répliques (反論)」の対談を収録
- À la première personne (一人称で), Gallimard, 2019